# Abel Liluala

Wappen von Abel Liluala

Abel Liluala  (* 23. April 1964 in Cabinda) ist ein angolanischer römisch-katholischer Geistlicher und Erzbischof von Pointe-Noire in der Republik Kongo.

## Leben
Abel Liluala besuchte das Knabenseminar in Tshela im Bistum Boma und studierte anschließend Philosophie am Priesterseminar St. André Kaggwa in Kinshasa. Sein Theologiestudium absolvierte er am Priesterseminar in Luanda in Angola und später am Priesterseminar Emile Biayenda in Brazzaville. Am 6. Februar 1994 empfing er das Sakrament der Priesterweihe für das Bistum Pointe-Noire.
Liluala studierte in Rom Kanonisches Recht und wurde 2010 in diesem Fach an der Päpstlichen Universität Santa Croce promoviert. Im Erzbistum Pointe-Noire gehörte er dem Konsultorenkollegium an. Bis zu seiner Ernennung zum Erzbischof war er Dompfarrer an der Kathedrale von Pointe-Noire und Offizial des Erzbistums.
Papst Franziskus ernannte ihn am 6. Januar 2024 zum Erzbischof von Pointe-Noire. Der Apostolische Nuntius in der Republik Kongo, Erzbischof Javier Herrera Corona, spendete ihm am 24. Februar desselben Jahres im Mvoumvou Municipal Stadium in Pointe-Noire die Bischofsweihe. Mitkonsekratoren waren der Erzbischof von Brazzaville, Bienvenu Manamika Bafouakouahou, und der emeritierte Bischof von Kinkala, Louis Portella.